# Ginger y Fred
Ginger y Fred (del italiano: Ginger e Fred) es una película italiana estrenada en 1986. Perteneciente al género drama/comedia, fue dirigida por Federico Fellini, con actuación de Marcello Mastroianni y Giulietta Masina.
El filme narra la historia de dos bailarines encarnados por Mastroianni y Masina, ambos de edad avanzada, que son invitados a participar en un especial de Navidad televisivo en el que tienen que hacer una imitación de los bailarines Ginger Rogers y Fred Astaire.

## Reparto
| Actor                  | Personaje               | Notas                                   |
| ---------------------- | ----------------------- | --------------------------------------- |
| Giulietta Masina       | Amelia Bonetti (Ginger) |                                         |
| Marcello Mastroianni   | Pippo Botticella (Fred) |                                         |
| Franco Fabrizi         | Anfitrión del programa  |                                         |
| Friedrich von Ledebur  | almirante Aulenti       | Acreditado como Frederick Ledebur       |
| Augusto Poderosi       | travesti                |                                         |
| Martin Maria Blau      | Director asistente      |                                         |
| Jacques Henri Lartigue | Hermano Gerolamo        | Acreditado como Jacques Henry Lartigue) |
| Totò Mignone           | Totò                    |                                         |
| Ezio Marano            | El intelectual          |                                         |
| Antoine Saint-John     | Hombre vendado          | Acreditado como Antoine Saint Jean      |
| Friedrich von Thun     | Industrial secuestrado  | Acreditado como Frederich Thun          |
| Antonino Iuorio        | Inspector de televisión | Acreditado como Antonio Iuorio          |
| Barbara Scoppa         | Periodista              |                                         |
| Elisabetta Flumeri     | Periodista              |                                         |
| Salvatore Billa        | Clark Gable             |                                         |